# Matthew Holmes (cyclisme)
Cet article concerne le coureur cycliste. Pour l'acteur, voir Matthew Holmes (acteur).
Matthew Holmes, né le 8 décembre 1993 à Wigan en Angleterre, est un coureur cycliste britannique.

## Biographie
Fin juillet 2019, il est présélectionné pour représenter son pays aux championnats d'Europe de cyclisme sur route.
En 2020, il est sélectionné pour représenter son pays aux championnats d'Europe de cyclisme sur route organisés à Plouay dans le Morbihan. Il se classe vingt-cinquième de la course en ligne.

## Palmarès et résultats

### Par année
- 2011
  - 2e du Tour du Pays de Galles juniors
- 2016
  - Totnes Vire Two Day
  - 3e du Wiltshire Grand Prix
- 2017
  - 2e du Ryedale Grand Prix
  - 3e du Lincoln Grand Prix
- 2018
  - Danum Trophy[4]
  - 2e du Grand Prix Lucien Van Impe
- 2019
  - National Road Series Britain[5]
  - Richard James Taylor Road Race :
    - Classement général
    - 1re étape (contre-la-montre)

  - Manx International Stage Race :
    - Classement général
    - 2e (contre-la-montre) et 4e étapes

  - 2e du Tour of the Reservoir
- 2020
  - 6e étape du Tour Down Under
- 2024
  - Lincoln Grand Prix
  - 2e du Ryedale Grand Prix
- 2025
  - Witheridge Grand Prix[6]

### Résultats sur les grands tours

#### Tour d'Italie
2 participations
- 2020 : 81e
- 2022 : 116e

#### Tour d'Espagne
1 participation
- 2021 : hors-délai (18e étape)

### Classements mondiaux
| Année                                 | 2016  | 2017  | 2018  | 2019 | 2020 | 2021 | 2022  | 2023 | 2024  |
| ------------------------------------- | ----- | ----- | ----- | ---- | ---- | ---- | ----- | ---- | ----- |
| Classement mondial                    | 1903e | 1062e | 2627e | 765e | 345e | nc   | 2885e | nc   | 2667e |
| UCI Europe Tour                       | 1264e | 673e  | 1748e | 556e | 283e | nc   | 1732e | nc   | nc    |
|                                       |       |       |       |      |      |      |       |      |       |
| Légende : nc = non classéSource : UCI |       |       |       |      |      |      |       |      |       |